# 巴查克羅
巴查克羅（西班牙語：Bachaquero），是委內瑞拉的城鎮，位於該國西北部蘇利亞州，是羅德里格斯市的首府，南面是大梅內，西面是馬拉開波湖，2001年人口約31,000。